# 楊元吉
楊元吉（1512年—？），字來貞，浙江紹興府餘姚縣人，民籍，明朝政治人物。

## 生平
嘉靖十九年（1540年）庚子科浙江鄉試第四十八名舉人。嘉靖二十九年（1550年）中式庚戌科會試第一百二十三名，三甲第四十六名進士。官行人司行人。

## 家族
曾祖楊昱；祖父楊時中；父楊廷儀，母張氏；繼母柴氏。慈侍下。弟元巽、元仁、元蒙。